# Kuytun Shuiku
Kuytun Shuiku är en reservoar i Kina. Den ligger i den autonoma regionen Xinjiang, i den nordvästra delen av landet, omkring 260 kilometer nordväst om regionhuvudstaden Ürümqi. Kuytun Shuiku ligger 314 meter över havet. Arean är 16,3 kvadratkilometer. Trakten runt Kuytun Shuiku består i huvudsak av gräsmarker. Den sträcker sig 5,9 kilometer i nord-sydlig riktning, och 7,4 kilometer i öst-västlig riktning.
Genomsnittlig årsnederbörd är 230 millimeter. Den regnigaste månaden är juli, med i genomsnitt 40 mm nederbörd, och den torraste är mars, med 9 mm nederbörd.